# Station Cheb
Station Cheb is het spoorwegstation van de Tsjechische stad Cheb. Het station ligt aan de doorgaande spoorverbinding van Neurenberg (D) naar Praag. Het station is een belangrijk spoorwegknooppunt voor West-Tsjechië, mede door de verbindingen met Duitsland. Het station wordt beheerd door de nationale spoorwegonderneming České dráhy in samenwerking met de Staatsorganisatie voor spoorweginfrastructuur (SŽDC).
Het station dateert uit 1865 en ligt ten zuidoosten van het stadscentrum. Het werd onder de naam Bahnhof Eger aanvankelijk gebruikt door de Bayerische Ostbahnen, de Voigtländische Staatseisenbahn en de Königlich Bayerische Staatseisenbahnen, waarbij de laatste maatschappij de bouwer was. Het oorspronkelijke gebouw werd in 1945 bij een Amerikaans bombardement verwoest. In 1962 werd het huidige gebouw in gebruik genomen, een ontwerp van Josef Danda, die ook het hoofdstation van Pardubice ontwierp. Sinds 2016 staat het op de monumentenlijst.

## Treinverkeer
Vanaf station Cheb kan men in de volgende richtingen reizen:
- lijn 140: Cheb - Karlsbad - Chomutov (verder naar Ústí nad Labem)
- lijn 146: Cheb - Luby
- lijn 148: Cheb - Františkovy Lázně - Aš - Hranice / Selb verder naar Hof
- lijn 170: Cheb - Pilsen - Beroun (verder naar Praag)
- lijn 179: Cheb - staatsgrens Tsjechië/Duitsland (verder naar Schirnding en Neurenberg)

Twee keer per dag kan men uit Cheb met de hogesnelheidstrein Pendolino reizen naar Praag, Ostrava en Bohumín

## Galerij

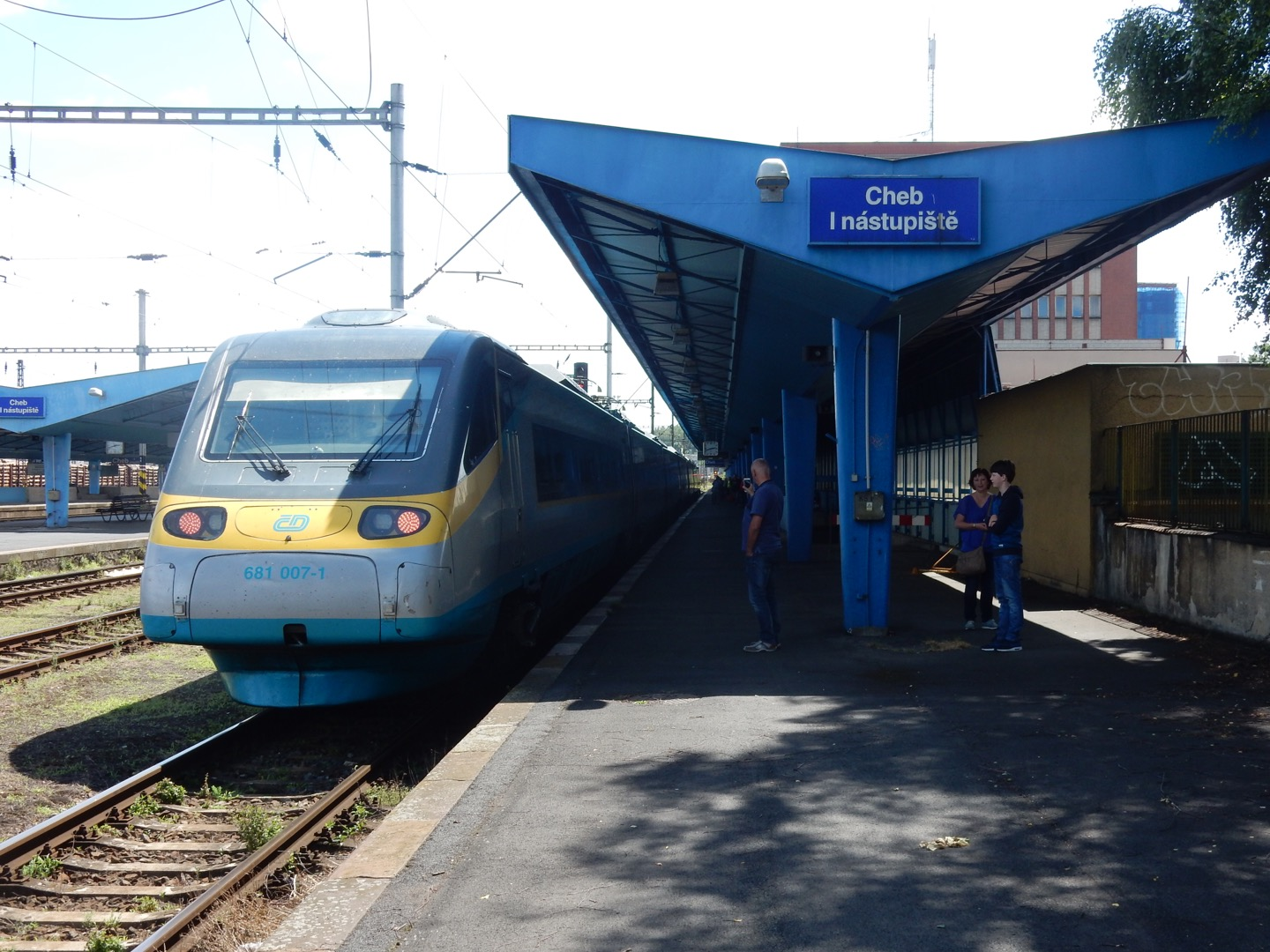
Een Pendolino-hogesnelheidstrein op station Cheb
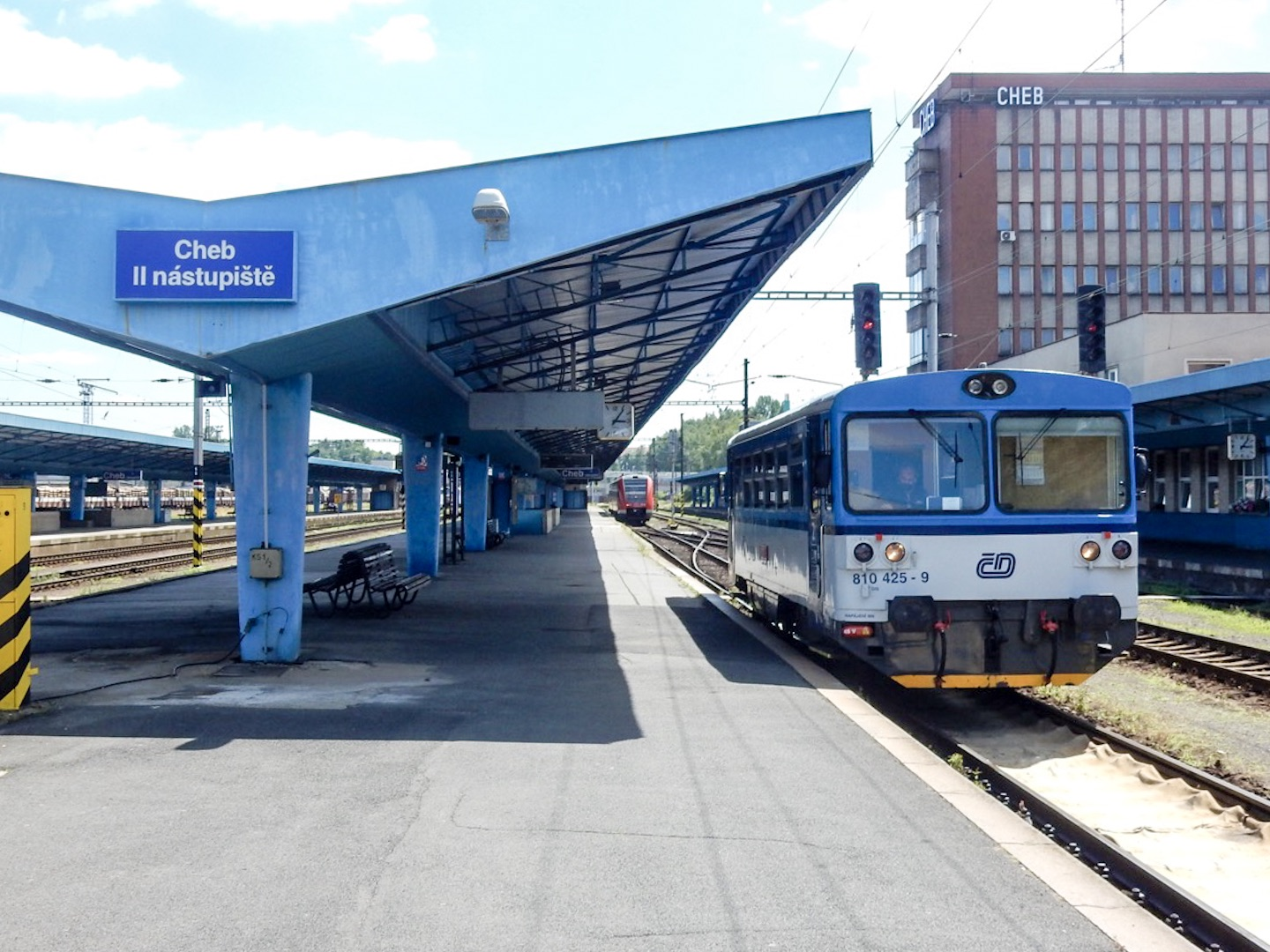
Een ČD 810 dieseltreinstel op station Cheb
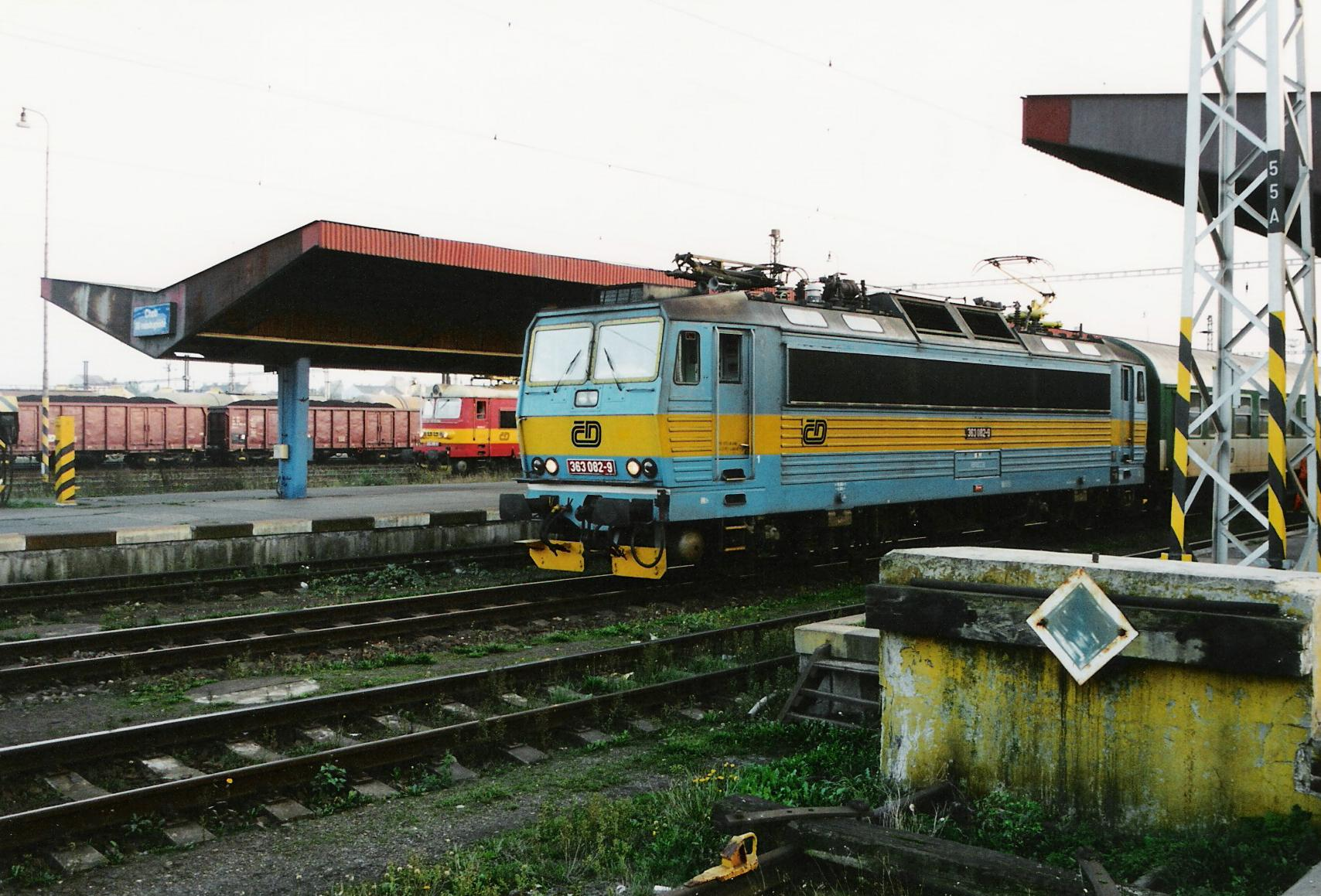
Een ČD 363-locomotief op station Cheb in 2001

Chomutov ↔ Málkov ↔ Kadaň-Prunéřov ↔ Klášterec nad Ohří ↔ Kotvina ↔ Perštejn ↔ Boč ↔ Stráž nad Ohří ↔ Vojkovice nad Ohří ↔ Ostrov nad Ohří ↔ Hájek ↔ Dalovice ↔ Karlovy Vary ↔ Karlovy Vary-Dvory ↔ Chodov ↔ Nové Sedlo u Lokte ↔ Královské Poříčí ↔ Sokolov ↔ Citice ↔ Hlavno ↔ Dasnice ↔ Kynšperk nad Ohří ↔ Nebanice ↔ Tršnice ↔ Cheb
Cheb ↔ Tršnice ↔ Třebeň ↔ Nový Drahov ↔ Vonšov ↔ Skalná ↔ Velký Luh ↔ Nový Kostel ↔ Dolní Luby ↔ Luby u Chebu
Cheb ↔ Františkovy Lázně-Aquaforum ↔ Františkovy Lázně ( ↔ aftakking: Tršnice) ↔ Františkovy Lázně-Seníky ↔ Vojtanov obec ↔ Hazlov ↔ Aš ↔ Aš město ↔ Aš předměstí ↔ Štítary ↔ Podhradí ↔ Studánka ↔ Hranice v Čechách
Beroun ↔ Beroun-Králův Dvůr ↔ Beroun-Popovice ↔ Zdice ↔ Stašov ↔ Praskolesy ↔ Hořovice ↔ Cerhovice ↔ Zbiroh ↔ Kařízek ↔ Mýto ↔ Holoubkov ↔ Svojkovice ↔ Rokycany ↔ Klabava ↔ Ejpovice ↔ Dýšina ↔ Chrást u Plzně ↔ Plzeň-Doubravka ↔ Plzeň hlavní nádraží - Plzeň-Jižní Předměstí ↔ Plzeň-Zadní Skvrňany ↔ Plzeň-Křimice ↔ Vochov ↔ Kozolupy ↔ Plešnice ↔ Pňovany zastávka ↔ Pňovany ↔ Sulislav ↔ Vranov u Stříbra ↔ Stříbro ↔ Milíkov ↔ Svojšín ↔ Ošelín ↔ Pavlovice ↔ Brod nad Tichou ↔ Planá u Mariánských Lázní ↔ Chodová Planá ↔ Mariánské Lázně ↔ Valy u Mariánských Lázní - Lázně Kynžvart - Dolní Žandov - Salajna - Lipová u Chebu - Stebnice - Všeboř - Cheb
Cheb ↔ Cheb-Skalka (- staatsgrens Tsjechië-Duitsland)